# Draba ossetica
Espèce
Classification phylogénétique
Draba ossetica, parfois appelée Drave d'Ossétie, est une espèce végétale de la famille des Brassicaceae (crucifères).
Drave en coussin de 7 à 10 cm de hauteur, qui pousse sur les parois rocheuses calcaires du Caucase.